# Carlos Manuel de Céspedes
Carlos Manuel de Céspedes y López del Castillo (* 18. April 1819 in Bayamo, Kuba; † 27. Februar 1874 in San Lorenzo, Kuba) war ein kubanischer Freiheitskämpfer und maßgeblich verantwortlich für den Ausbruch des ersten kubanischen Freiheitskrieges (Zehnjähriger Krieg). Er gilt als Begründer der kubanischen Nation und war deren erster Präsident.

## Leben

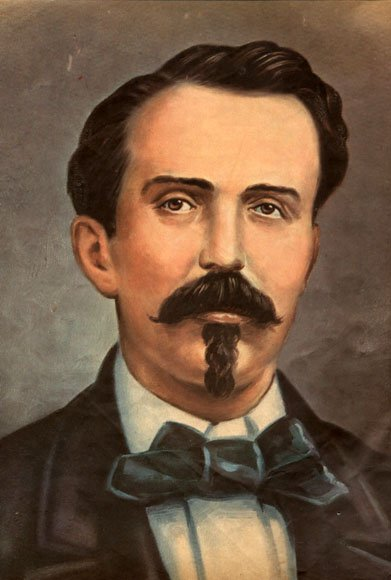
Carlos Manuel de Céspedes

Carlos Manuel de Céspedes wurde am 18. April 1819 in der Stadt San Salvador de Bayamo als erster Sohn reicher Großgrundbesitzer geboren. Seine Eltern waren Jesús María de Céspedes y Luque und Doña Francisca de Borjas del Castillo y Ramírez de Aguilar. Carlos Manuel de Céspedes studierte Jura in Havanna und Madrid und wurde auf Kuba „ein renommirter Advocat“. Außerdem besaß er Zuckerrohrplantagen und Farmen in der Nähe von Bayamo. Das von seinem Vater ererbte Vermögen von 30.000 US-Dollar (entspricht heute ungefähr 600.000 US-Dollar) konnte er bis 1869 verzehnfachen. Seine Popularität war so groß, dass „die spanische Colonial-Regierung gegen ihre Gewohnheit, Creolen mit öffentlichen Aemtern zu bekleiden, Cespedes zum Friedensrichter seines Districts ernannte“.
Am 10. Oktober 1868 rief Carlos Manuel de Céspedes von seiner Zuckermühle La Demajagua in Manzanillo aus alle Kubaner zum Kampf gegen die spanische Kolonialmacht auf (Grito de Yara). Er ließ am 21. Februar 1869 alle seine Sklaven frei und forderte sie auf, sich an dem Kampf zu beteiligen. Daraufhin ließ Francisco Lersundi Hormaechea Céspedes' Plantage „wegen seiner Theilnahme an der Revolution durch ein Kriegsschiff bombardiren“.
Am 10. April 1869 wurde er von der Asamblea de Guáimaro zum Präsidenten der im Untergrund gebildeten kubanischen Republik, der Republik in Waffen, gewählt. Daraufhin begann der Zehnjährige Krieg, der wesentlich zur Entstehung eines kubanischen Nationalgefühls beitrug, aber verheerende Auswirkungen auf die Wirtschaft des Landes hatte. 
Kurze Zeit später bildeten sich neben der Provinz Oriente auch in Camagüey in Zentralkuba (Ignacio Agramonte u. a.) und Las Villas in Westkuba (Eduardo Machado, Carlos Roloff) starke revolutionäre Militärverbände. Aufgrund des Widerstandes der Zuckerplantagenbesitzer unter dem Anführer der Reformisten Havannas José Morales Lemus blieb der geplante und strategisch entscheidende Angriff auf den Westen der Insel jedoch aus.
Auf Grund von politischen und persönlichen Differenzen und dem Tod Ignacio Agramontes wurde de Céspedes vom Parlament als Präsident am 27. Oktober 1873 abgesetzt. Seine Exilierung wurde von der neuen kubanischen Regierung verhindert, weil sie ihm die Stellung einer Eskorte verweigerte.

## Tod und Nachleben

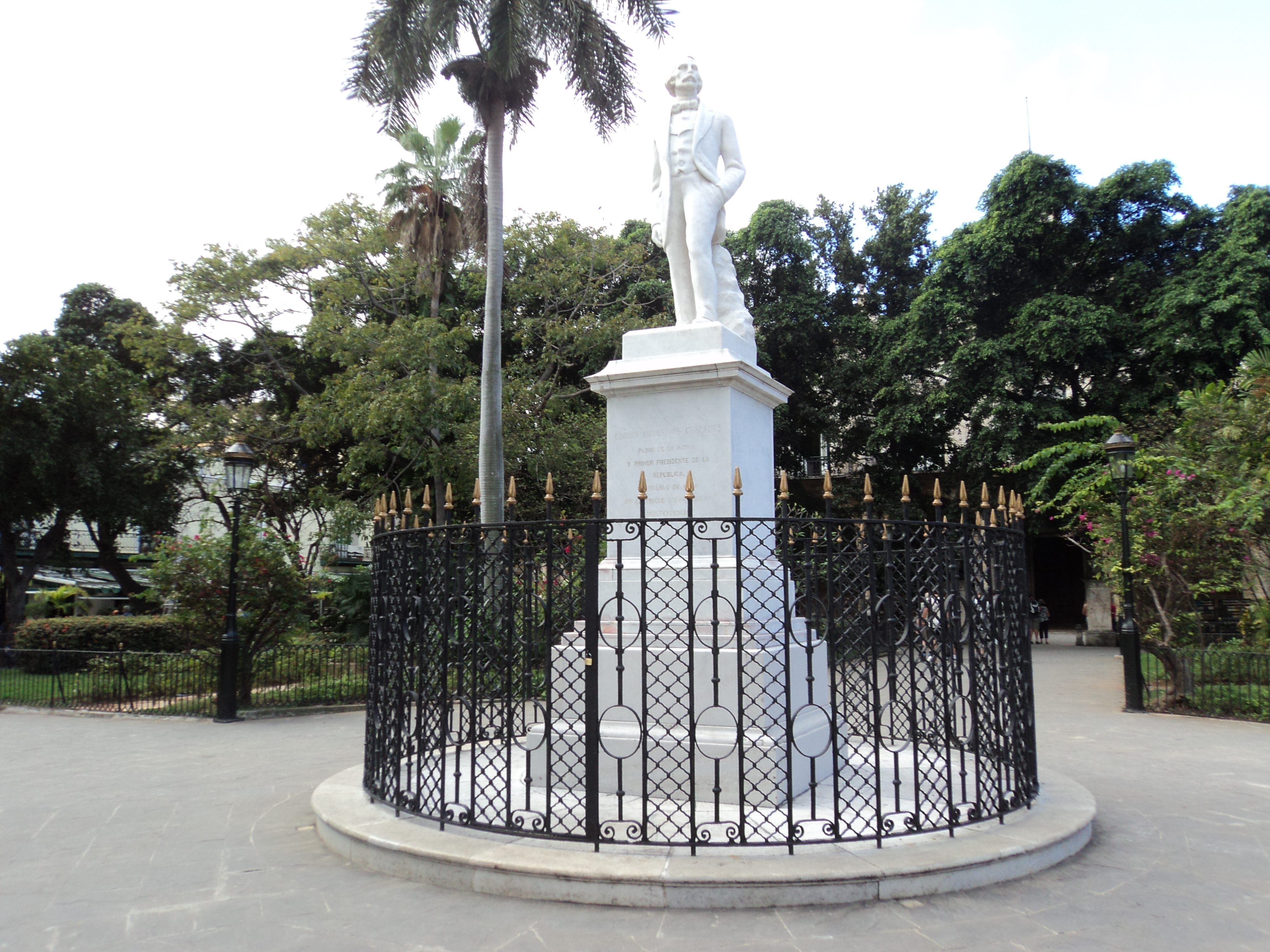
Statue von Carlos Manuel de Céspedes auf dem Plaza de Armas in Havanna

De Céspedes wurde am 27. Februar 1874 von den Spaniern füsiliert, nachdem sein Versteck verraten worden war. Seine Leiche wurde von der spanischen Kolonialmacht öffentlich in Santiago de Cuba ausgestellt und in einem Massengrab verscharrt. 
Seine sterblichen Überreste wurden 1910 aus dem Massengrab geborgen und in eine Grabstätte auf dem Friedhof Santa Ifigenia überführt. Im Oktober 2017 wurde er ebenso wie Mariana Grajales innerhalb des Friedhofs umgebettet und hat seine Ruhestätte nun in unmittelbarer Nähe zu den Gräbern der kubanischen Nationalhelden José Martí, Fidel Castro und Mariana Grajales.
Im Volksmund wird Céspedes als Vater des Vaterlandes bezeichnet, weil er sich, als sein Sohn Óscar von spanischen Soldaten gefangen genommen wurde, gegen eine Einstellung des Kampfes und den Austausch seines Sohnes entschied, mit den Worten: „Alle Kubaner sind meine Söhne“. Sein Sohn wurde daraufhin von den Spaniern getötet.
Sein Porträt ist auf der 100-Peso-Banknote abgebildet.